# Курносенко, Сергей Петрович
Сергей Петрович Курносенко (1964—1994) — российский военный, Герой Российской Федерации (1995).

## Биография
Родился 1 января 1964 года.
В 1981 году окончил Свердловское суворовское училище, затем, в 1985 году — с отличием Ташкентское высшее танковое командное училище имени маршала Рыбалко. Имея право выбора места службы, лейтенант Курносенко попросился на север в Ленинградский военный округ. Командовал танковым взводом, ротой, был заместителем командира танкового батальона. В декабре 1994 года был назначен начальником штаба танкового батальона.
Вскоре после назначения в составе 133-го отдельного гвардейского танкового батальона был направлен на Северный Кавказ. Участвовал в первой Чеченской войне, штурме Грозного накануне нового 1995 года.
31 декабря рота, в боевых порядках которой был танк Курносенко, оказалась на острие атаки. В танке, где находился капитан, ранило наводчика орудия. Офицер тут же занял его место, так как прекращение огня означало смерть. Огнём из пушки и пулемёта танка он уничтожил три бронеобъекта, а также более 20 стрелков и гранатомётчиков боевиков. Во взаимных контратаках чаша весов склонялась в пользу танкистов. Ободрённые уверенными действиями передовой роты, активизировали свои действия и остальные воины. Один из выстрелов боевиков поразил танк, Курносенко был тяжело ранен, и в результате большой потери крови и болевого шока погиб.
Указом Президента Российской Федерации от 27 января 1995 года (№ 74) за мужество и героизм, проявленные при выполнении специального задания, капитану Курносенко Сергею Петровичу присвоено звание Героя Российской Федерации посмертно. Тогда же присвоено очередное воинское звание майор.

## Награды
- Герой Российской Федерации — 27 января 1995 года (посмертно)

## Память
- В гарнизоне, в поселке Каменка Ленинградской области, на мемориальном комплексе установлен бюст Героя.
- Именем С. П. Курносенко названа улица в городе Сертолово Ленинградской области.